# Сверхслабое взаимодействие
Сверхслабое взаимодействие — гипотетическое взаимодействие, объясняющее один из двух возможных механизмов нарушения CP-инвариантности при распадах долгоживущего нейтрального каона на два пиона {\displaystyle K_{L}^{0}\rightarrow \pi ^{+}+\pi ^{-}} или {\displaystyle K_{L}^{0}\rightarrow \pi ^{0}+\pi ^{0}} и допускающее переходы с изменением странности {\displaystyle \Delta S=2}. За счет сверхслабого взаимодействия возможны взаимные превращения волновых функций каонов с разными значениями CP-чётности {\displaystyle K_{1}\leftrightarrow K_{2}}. Гипотеза о сверхслабом взаимодействии впервые была выдвинута Линкольном Вольфенштейном в 1964 году. Предполагается, что константа {\displaystyle G_{ss}} сверхслабого взаимодействия {\displaystyle G_{ss}\sim 10^{-9}G_{F}}, где {\displaystyle G_{F}} — константа Ферми.